# Number One (canção de Pabllo Vittar e Rennan da Penha)
"Number One" é uma canção dos cantores brasileiros Pabllo Vittar e Rennan da Penha, lançada para download digital e streaming em 2 de dezembro de 2021 pela Sony Music. A canção foi produzida por Rennan da Penha e Brabo Music Team.

## Apresentações ao vivo
Vittar cantou a música pela primeira vez em 4 de dezembro de 2021 no Caldeirão com Mion. Em 9 de janeiro de 2022, Vittar performou a música no Domingão com Huck.

## Faixas e formatos
| Download digital / streaming |              |         |  |
| N.º                          | Título       | Duração |  |
| 1.                           | "Number One" | 3:02    |  |

## Histórico de lançamento
| Região | Data                  | Formato(s)                 | Gravadora(s) | Ref.  |
| ------ | --------------------- | -------------------------- | ------------ | ----- |
| Várias | 2 de dezembro de 2021 | Download digital streaming | Sony Music   | [ 5 ] |